# Les Amants de Byzance
Les Amants de Byzance est un roman finlandais de Mika Waltari paru pour la première fois en 1952.

## Bref résumé de l'histoire
Jean l'Ange, personnage énigmatique dont on découvrira progressivement le passé, arrive à Constantinople en 1452 pour défendre la ville contre les Turcs qui se préparent à l'assiéger. Il y vit une histoire d'amour sans espoir, durant les mois précédant la chute de Constantinople. Il y rencontre plus ou moins brièvement les principaux personnages historiques. Foncièrement pessimiste, il décrit d'un regard froid et désabusé le refus par le peuple de l'union des Églises orthodoxes et latines, l'aide parcimonieuse apportée par l'Occident et les arrière-pensées de Gênes et Venise.

## Genèse de l'œuvre
Mika Waltari s'est soigneusement documenté sur la période.
Les portraits qu'il fait de Giovanni Giustiniani, Lucas Notaras, Mehmed II, Constantin XI Paléologue, ceux qu'il esquisse de Georges Sphrantzès, Georges Scolarios correspondent à ceux qu'on peut lire par ailleurs. La seule liberté qu'il a prise avec la réalité historique est de faire vivre Anna Notaras à Constantinople en 1453 alors qu'à l'époque elle avait déjà quitté la ville pour Venise.
Dans un premier temps, Waltari a écrit l'ébauche d'une œuvre inachevée qui deviendra Jean le Pérégrin lorsqu'elle sera publiée après sa mort. Il a ensuite fait évoluer son personnage et décrit la fin de sa vie dans Les Amants de Byzance. À quelques dissonances près, on peut considérer que Jean le Pérégrin raconte la jeunesse de Jean l'Ange. Néanmoins le style des deux romans est assez différent, épistolaire et assez factuel pour Les Amants de Byzance, réflexions théologiques plus développées dans Jean le Pérégrin. Le sujet lui-même impose un rythme différent : haletant pour le siège de Constantinople d'une part, longues attentes songeuses lors des interminables négociations pour l'union des Églises d'autre part.